# کرداحمد علیا
کرداحمد علیا یکی از روستاهای استان آذربایجان شرقی است که در دهستان گویجه بل بخش مرکزی شهرستان اهر واقع شده‌است.این روستا ۴۹ نفر جمعیت دارد.